# Collège Belgique
Le Collège Belgique est l'établissement d'enseignement et de diffusion des savoirs de l'Académie royale de Belgique, fondé en 2009 avec le parrainage du Collège de France. Il est situé à Bruxelles au Palais des Académies et aux anciennes Écuries royales.  
Chaque année, le Collège propose un programme de plus d'une centaine de cours-conférences de niveau universitaire, gratuits et se voulant accessibles à un large public. Ces cours sont dispensés par des académiciens, des professeurs d'université, des chercheurs, des écrivains et des personnalités reconnues pour leurs expertises dans le domaine enseigné. À ce titre, le Collège Belgique se rapproche d'une organisation de type université ouverte.  

## Fondation et missions
Le Collège Belgique a été fondé en 2009 sous l'égide de l'Académie royale des Sciences, des Lettres et des Beaux-Arts de Belgique, en associant l'Académie royale de Médecine de Belgique et l'Académie royale de Langue et de Littérature françaises de Belgique. Sa fondation a bénéficié du prestigieux parrainage du Collège de France, avec lequel un partenariat de programmation annuel est établi. 
La mission du Collège Belgique "est de mettre à la disposition des citoyens des ressources et des savoirs essentiels à la compréhension du monde complexe dans lequel ils vivent", afin de contribuer "à la formation et à la constitution de femmes et d'hommes libres, enclins à faire constamment le pari de l'intelligence et du progrès de l'esprit humain."

## Administration
Le Collège Belgique est administré par un Bureau composé ex officio du Secrétaire perpétuel de l'Académie royale de Belgique, d'un Administrateur délégué, du Président du Bureau désigné par le Secrétaire perpétuel, de membres des Classes de l'Académie royale de Belgique et de membres de l'Académie royale de Médecine et de l'Académie royale de Langue et de Littérature françaises de Belgique. 

## Programme
Le programme du Collège Belgique consiste essentiellement en l'organisation de "cours-conférences", un format d'enseignement destiné à rendre accessibles au public les savoirs et la recherche universitaire en cours. Les séances ont lieu en semaine à Bruxelles dans les locaux du Palais des Académies et des anciennes Écuries royales. De nombreux cours sont enregistrés et ensuite publiés sur la plateforme de diffusion de l'Académie royale de Belgique, "l'Académie.TV". 

### Partenariats
En plus des cours organisés à Bruxelles, le Collège Belgique propose une programmation hors les murs dans plusieurs villes de Wallonie et d'Europe. 
Des cours sont dispensés à Namur au Palais provincial, à Charleroi au Palais des Beaux-Arts, à Liège au Bocholtz en association avec le Grand Liège, à Mons au Mundaneum et à Arlon au Palais provincial. 
Le Collège Belgique coordonne également des séances à Paris à la Délégation Wallonie-Bruxelles en France et à Rome à l'Academia Belgica. 
À Bruxelles, le Collège organise des événements académiques avec l'Alliance Française Bruxelles-Europe, dans le cadre de la promotion de l'utilisation de la langue française dans la constitution et la diffusion du savoir.  

### Chaires
Le Collège Belgique programme des enseignements liés à différentes chaires annuelles.

#### Chaires annuelles
- Chaire SFPI : Le Collège Belgique programme des conférences liées à la chaire mise en place par le Service Fédéral de Participation et d'Investissement et l'Académie royale de Belgique, vouée à l'étude des finances, de la gestion et des investissements publics[6].
- Chaire Lavoisier : Chaire dédiée à Antoine Lavoisier et gérée par la Classe Technologie et Société de l'Académie royale de Belgique, insistant sur le rôle des sciences et des technologies dans le développement de la société.
- Chaire Jaumotte : Cette chaire, dédiée à André Jaumotte, demande l'organisation de quatre cours-conférences par an dans le domaine de l'ingénierie. Le conférencier a reçu le prix André Jaumotte de l'Académie royale de Belgique l'année précédente.

#### Chaires annuelles internationales
- Chaire du Collège de France : Depuis sa création en 2009, le Collège Belgique réserve aux professeurs du Collège de France des sessions privilégiées de sa programmation, comme les séances de la rentrée académique de janvier. L'objectif de cette chaire est d'enrichir les échanges académiques entre la France et la Belgique.
- Chaire du Québec : Elle consiste en la programmation, chaque semestre, de deux cours dispensés par un universitaire québécois invité en Belgique et étant en général détenteur d'un Prix du Québec de l'année précédente. Cette chaire est organisée en collaboration avec la Délégation générale du Québec à Bruxelles.